# 油山白果树王
油山白果树王，位于中国广东省韶关市南雄市油山镇梓杉坳村，现为南雄市文物保护单位，类型为其他，公布时间为1995年7月21日。
油山白果树王的历史年代为唐代。